# Телекоммуникации в Южной Корее
Сегодня Южная Корея имеет одну из наиболее развитых систем телекоммуникаций в мире. В 2000 году, в рамках 15-летней программы электронного развития «КиберКорея-21», была построена расширенная сеть широкополосного доступа, охватившая практически всю страну. Среди стран — членов Организации экономического сотрудничества и развития по уровню проникновения широкополосного Интернета Южная Корея лидирует: по данным Министерства торговли, промышленности и энергетики страны, он составляет 24,08 на 100 человек.

## Статистика
Телефоны — стационарные телефонные линии:
26,6 миллионов (2004)
Телефоны — мобильные телефоны:
36,6 миллионов (2004)
Телефонная система:
международная: код страны — 82; 10 волоконно-оптических подводных кабелей — 1 Корея-Россия-Япония, 1 Корея-Япония-Гонконг, 3 Корея-Япония-Китай, 1 Корея-Япония-Китай-Европа, 1 Корея-Япония-Китай-США-Тайвань, 1 Корея-Япония-Китай, 1 Корея-Япония-Гонконг-Тайвань, 1 Корея-Япония; спутники — 3 спутника Intelsat (1 над Тихим океаном, 2 над Индийским океаном) и 3 спутника Inmarsat (1 над Тихим и 2 над Индийским океаном)
радиостанций:
AM 61, FM 150, коротковолновых 2 (2005)
Телевидение, вещательных станций:
наземных станций 43; кабельных операторов 59; ретрансляционных кабельных операторов 190 (2005)
Интернет-хосты
5.4 миллионов (2004)
Пользователей интернет
33.9 миллионов (2005)
Код страны: KR